# Dracophyllum pearsonii
Dracophyllum pearsonii är en ljungväxtart som beskrevs av Thomas Kirk.
Dracophyllum pearsonii ingår i släktet Dracophyllum och familjen ljungväxter. Inga underarter finns listade i Catalogue of Life.